# 合戰場站

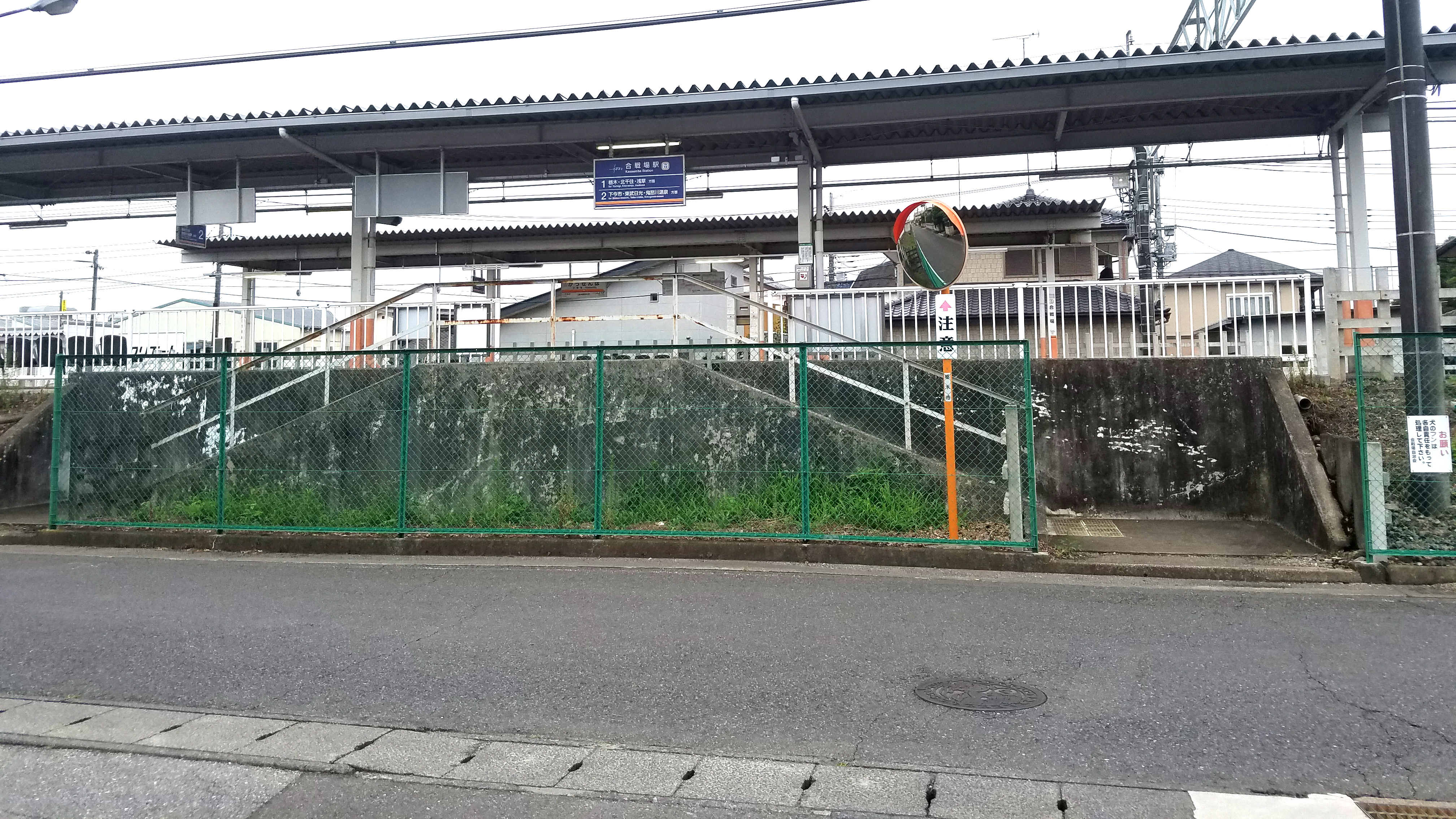
西口（2021年8月）

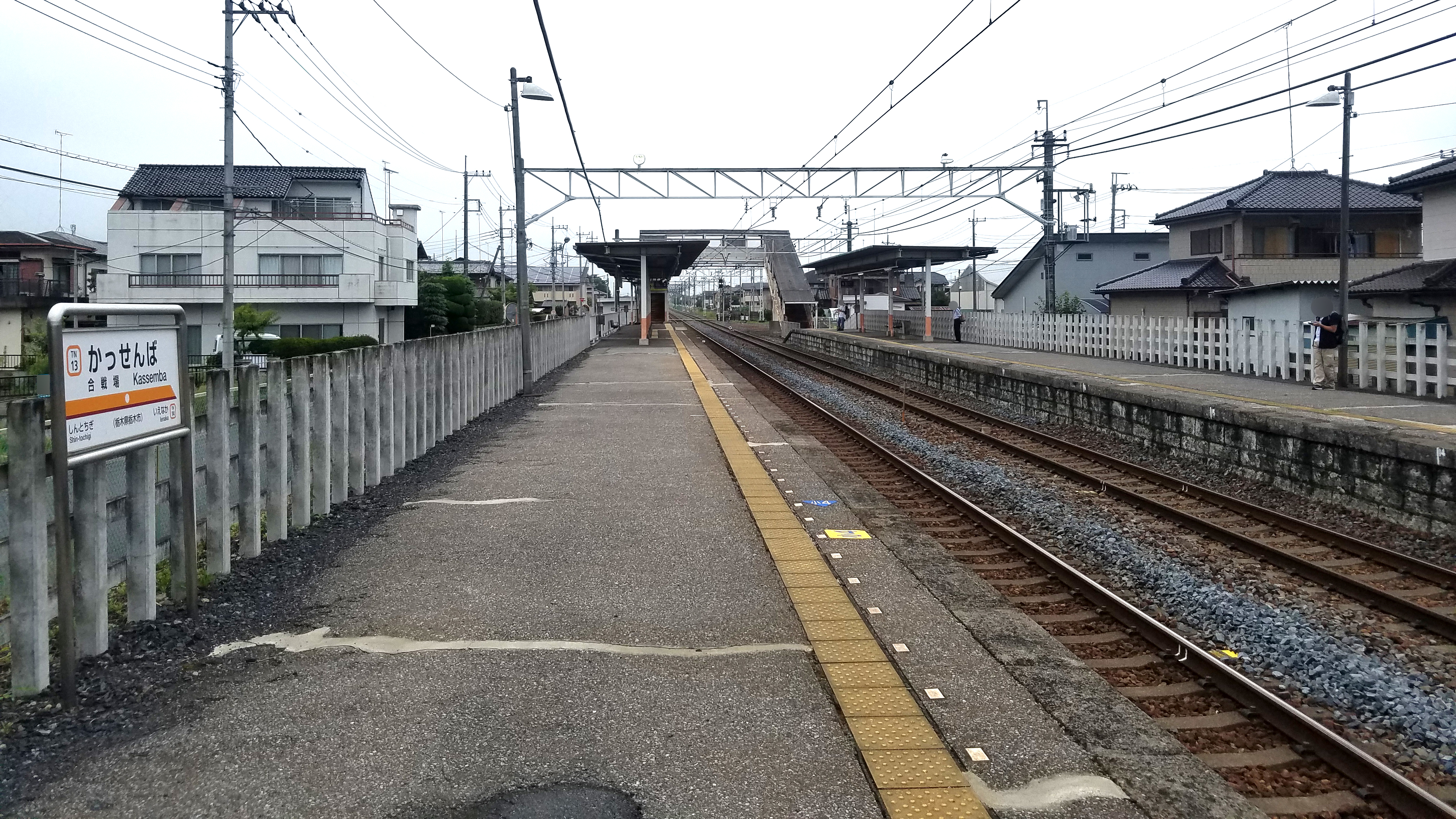
月台（2021年8月）

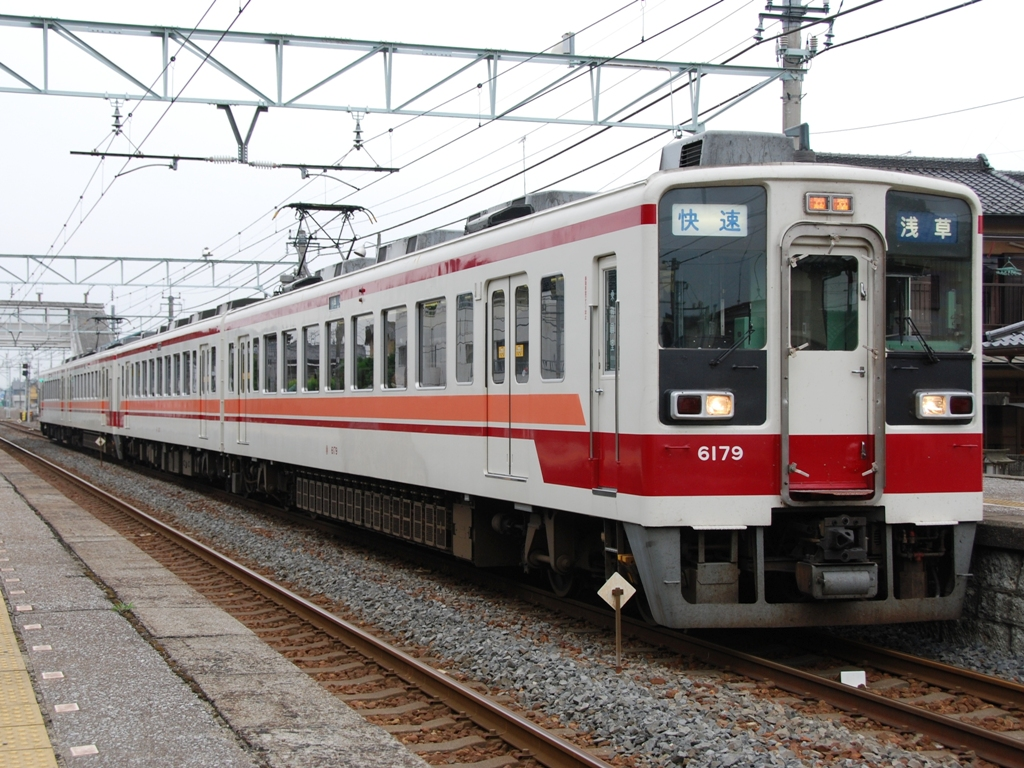
到達1號線的上行快速列車（東武6050系電車）（2009年6月）

合戰場站（日语：／ Kassemba eki */?）是日本栃木縣栃木市都賀町合戰場的東武鐵道日光線車站。車站編號TN 13。

## 歷史

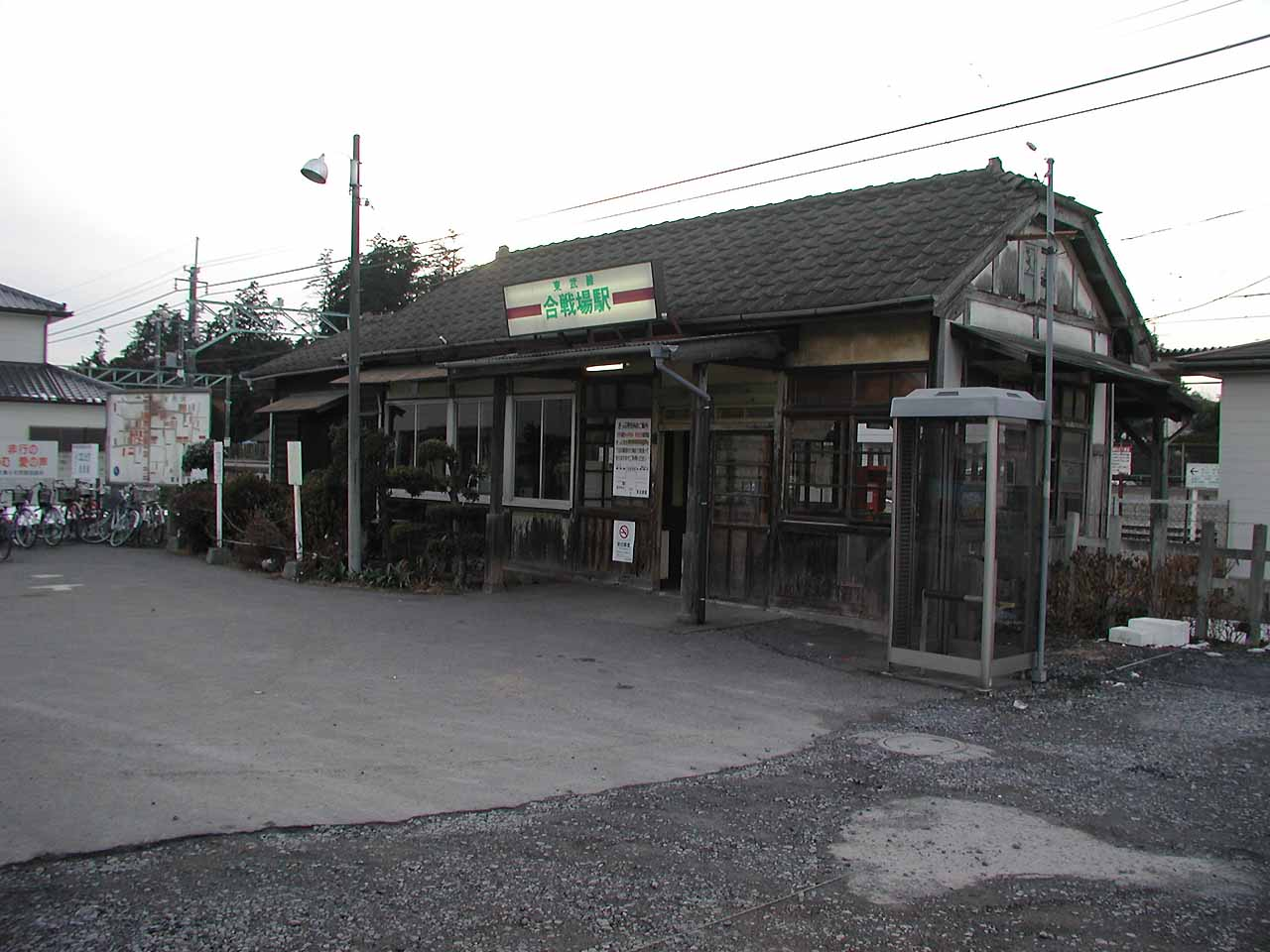
舊站房（2001年1月）

- 1929年（昭和4年）4月1日 - 開業。
- 1943年（昭和18年）1月19日 - 認定為不要不急線，本站 - 東武日光間單線化。
- 1973年（昭和48年）
  - 7月20日 - 本站 - 新鹿沼間再度複線化。日光線全線完成複線化。
  - 9月1日 - 車站無人化（開始簡易委託）。
- 2006年（平成18年）3月18日 - 月台往南側延伸，有效長度從4輛編組增為6輛編組。

- 2007年（平成19年）5月 - 新站房啟用。拆除開業以來的木造站房。
- 2012年（平成24年）3月17日 - 導入車站編號TN 13。

## 站名由來
站名取自1523年（大永3年）宇都宮忠綱與皆川宗成兩軍在此的河原田合戰。

## 車站構造
本站是側式月台2面2線的地面車站。2007年（平成19年）5月新建的站房在淺草方向月台側，有天橋通往東武日光方向月台。東武日光方向月台側亦有出入口（西口）。站房有時會有管理站職員出售乘車券。乘車時需在乘車站證明書發行機取得乘車站證明書，下車時向站員支付車資。本站在IC乘車券（PASMO、Suica首都圈區域）的使用範圍內，站房內設有IC乘車券用簡易驗票閘機。

### 月台配置
| 月台 | 路線   | 方向 | 目的地                                                           |
| ---- | ------ | ---- | ---------------------------------------------------------------- |
| 1    | 日光線 | 上行 | 新栃木、東武動物公園、 東武晴空塔線 北千住、東京晴空塔、淺草方向 |
| 2    | 日光線 | 下行 | 下今市、東武日光、 鬼怒川線 鬼怒川溫泉方向                       |

- 上述路線名使用旅客資訊上的名稱（「東武晴空塔線」為愛稱）。

## 使用情況
2017年度1日平均上下車人次為344人。
近年1日平均上下車人次變化如下
| 年度               | 1日平均 上下車人次 |
| ------------------ | ------------------ |
| 2000年（平成12年） | 297                |
| 2001年（平成13年） | 264                |
| 2002年（平成14年） | 259                |
| 2003年（平成15年） | 258                |
| 2004年（平成16年） | 271                |
| 2005年（平成17年） | 227                |
| 2006年（平成18年） | 233                |
| 2007年（平成19年） | 242                |
| 2008年（平成20年） | 300                |
| 2009年（平成21年） | 286                |
| 2010年（平成22年） | 268                |
| 2011年（平成23年） | 293                |
| 2012年（平成24年） | 306                |
| 2013年（平成25年） | 305                |
| 2014年（平成26年） | 303                |
| 2015年（平成27年） | 298                |
| 2016年（平成28年） | 322                |
| 2017年（平成29年） | 344                |

## 車站周邊

### 東口
- 合戰場郵便局
- 栃木市立合戰場小學校

距離東武宇都宮線野州平川站約1.6k（步行約20分）。

### 西口
- 栃木縣南自動車學校

## 巴士路線
最近的巴士站是合戰場郵便局前，可搭乘栃木市營巴士金崎線。
| 乘車處         | 系統   | 主要行經地                         | 目的地     | 運行業者     |
| -------------- | ------ | ---------------------------------- | ---------- | ------------ |
| 合戰場郵便局前 | 金崎線 | 栃木醫院、新栃木站、下都賀醫院     | 栃木站     | 栃木市營巴士 |
| 合戰場郵便局前 | 金崎線 | 家中站前、東武金崎站、西方綜合支所 | 道之驛西方 | 栃木市營巴士 |

## 相鄰車站
東武鐵道
 日光線
■急行
通過
■區間急行、■普通
新栃木（TN 12）－合戰場（TN 13）－家中（TN 14）

## 関連項目
- 日本鐵路車站列表

## 外部連結
- 合戰場（車站資訊） - 東武鐵道